# زاوية من لايخاف (الزويات)
زاوية من لايخاف هو دُوَّار يقع بجماعة السفلات، إقليم الرشيدية، جهة درعة تافيلالت في المملكة المغربية. ينتمي الدوّار لمشيخة الزويات التي تضم 13 دوار. يقدر عدد سكانه بـ 29 نسمة حسب الإحصاء الرسمي للسكان والسكنى لسنة 2004.
كتب المؤلف الجزائري عبد الله حمادي الإدريسي كتاباً حول تاريخ زاوية من لايخاف وأعلامها بالمغرب والجزائر سماه المناقب غير الخافية في المآثر السجلماسية ثم العباسية الساورية المنلايخافية.